# Kathedraal van Albi

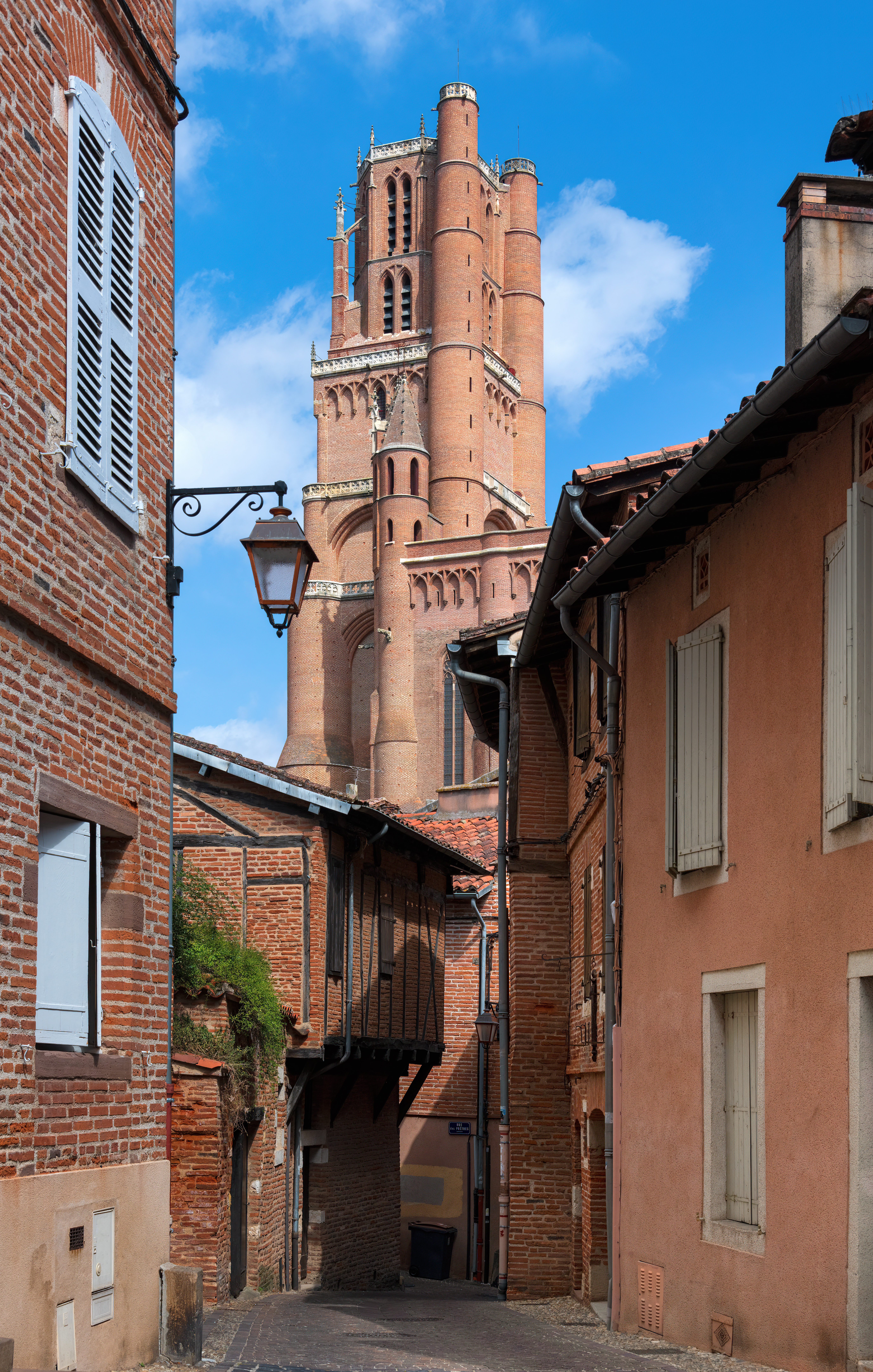
Klokkentoren, gezien vanuit de stad

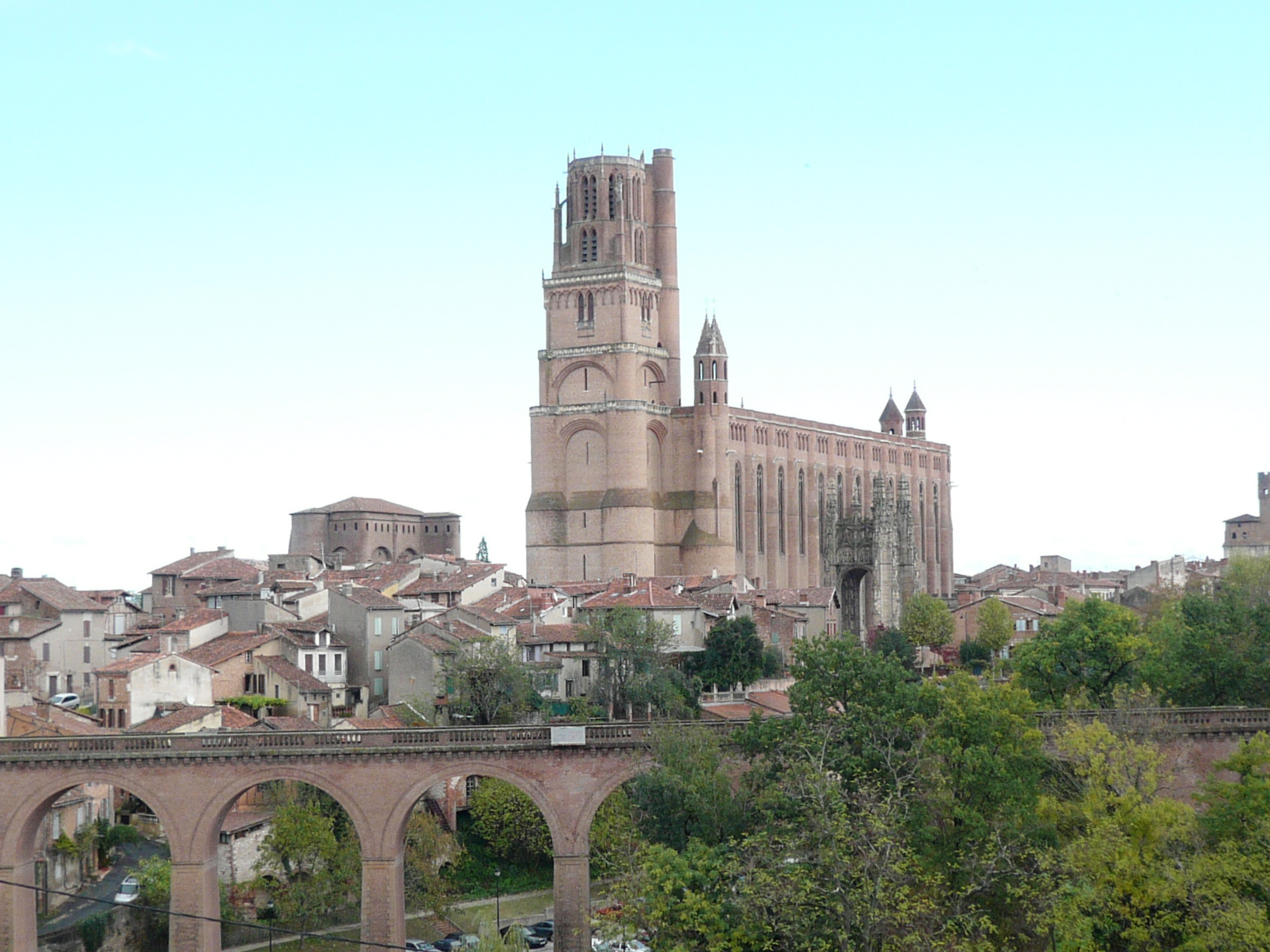
Albi met zijn kathedraal. Het aartsbisschoppelijk paleis steekt aan de linkerkant boven de huizen uit

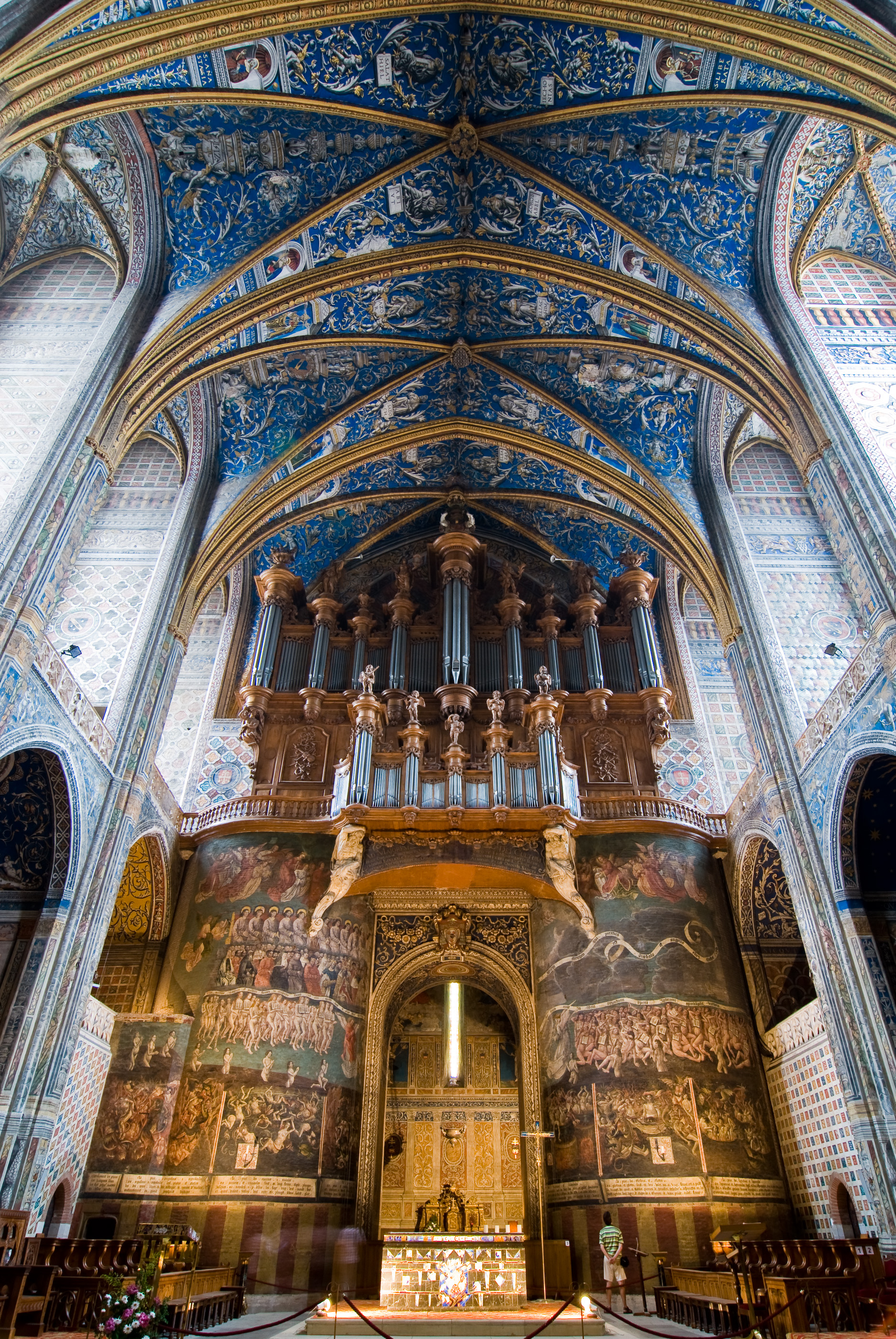
Orgel en fresco

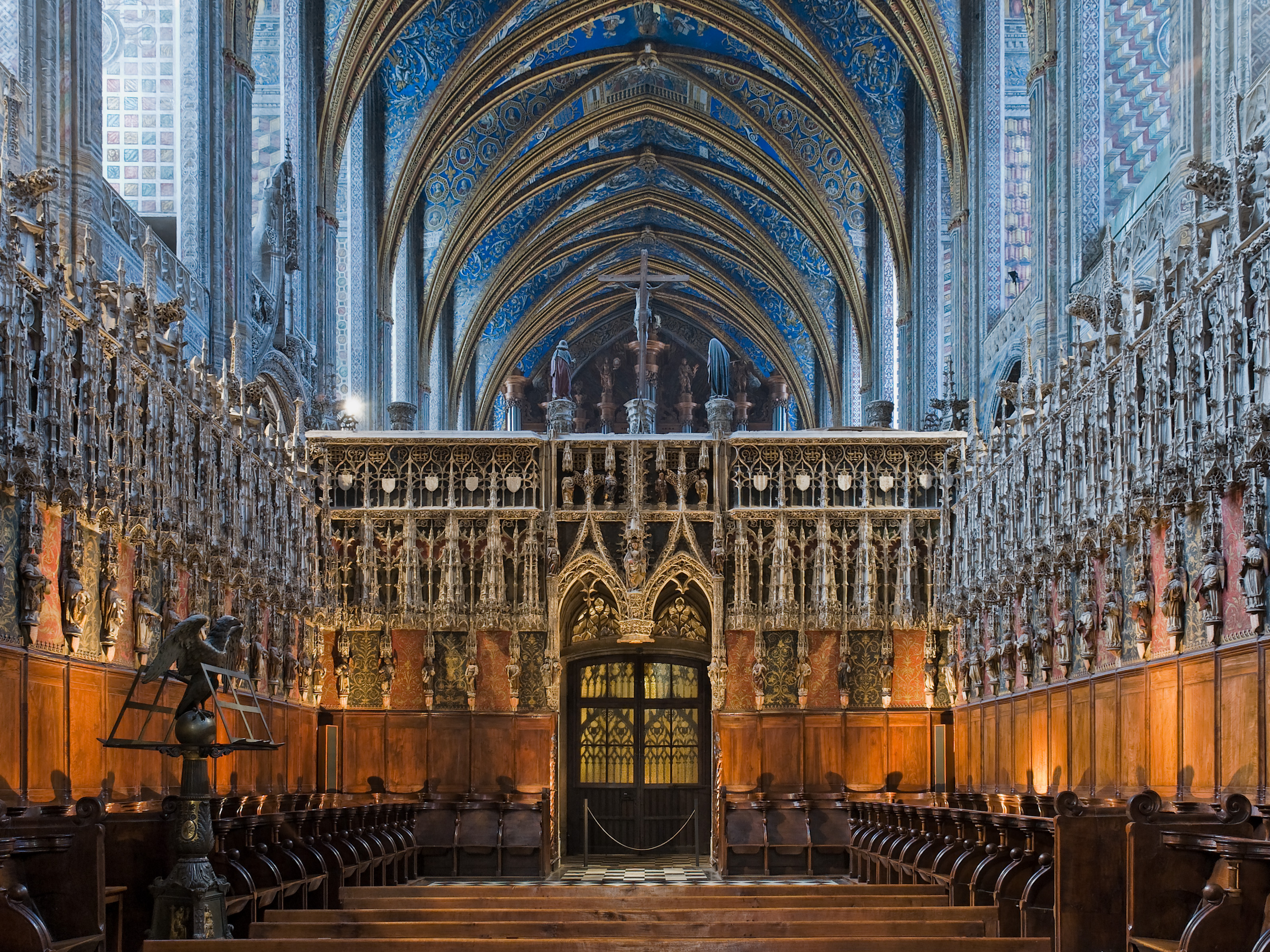
Priesterkoor met doksaal

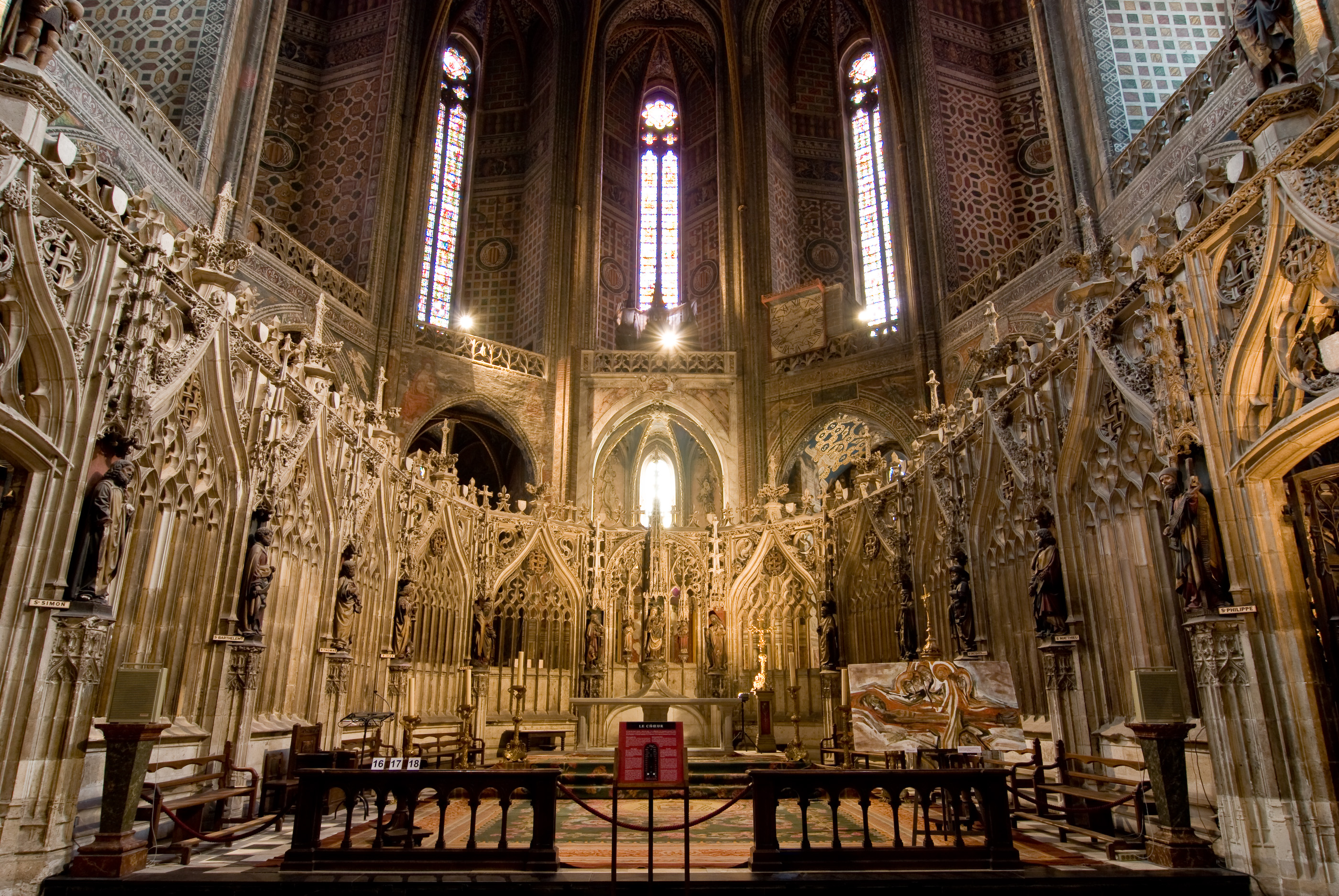
Altaar

De Kathedraal Sainte-Cécile (Frans: Cathédrale Ste-Cécile d'Albi) is het belangrijkste religieuze bouwwerk in de stad Albi in het zuiden van Frankrijk. Het is de zetel van de aartsbisschop van Albi (voluit Albi-Castres-Lavaur). Het kerkgebouw is gewijd aan de heilige Cecilia. De kerk is een van de grootste bakstenen gebouwen in Europa. 

## Geschiedenis
De kathedraal werd gebouwd tussen 1282 en 1480 in de nasleep van de - vanuit katholiek gezichtspunt - Albigenzische ketterij van de katharen en de kruistocht daartegen. Deze Albigenzische Kruistocht onder leiding van graaf Simon van Montfort leidde tot het verbranden van 400 katharen en talrijke gevallen van verkrachting en plundering. Vandaar ook dat de kathedraal oogt als een kasteel en een goed verdedigbaar bouwwerk. Daarnaast vormde het bouwwerk een uitdrukking van de autonomie van de bisschoppen van Albi tegen het koninklijke gezag. Vlak naast de kathedraal ligt het Palais de Berbie (nu museum voor Toulouse-Lautrec), het aartsbisschoppelijk paleis dat in dezelfde periode werd gebouwd, en door zijn gebrek aan ramen nog meer dan de kerk de indruk van een fort maakt.
Aan het eind van de vijftiende en het begin van de zestiende eeuw werd het interieur luxueus verfraaid met een rijk doksaal en uitgebreide fresco's. De opdrachtgevers waren bisschop Louis I d'Amboise en zijn neef en opvolger, Louis II d'Amboise. Ook verrees in 1492 de als een kasteel ogende toren.
In de zeventiende eeuw werd een kapel onder in de toren gebouwd, waarbij een deel van het fresco van het Laatste Oordeel verloren ging. Later werd het flamboyante zuidportaal door een pleisterlaag aan het oog onttrokken. Ten tijde van de Franse Revolutie, in 1792, werd weliswaar de schatkamer van de kathedraal geplunderd, maar een beeldenstorm bleef uit, het interieur werd gespaard, terwijl de meeste kerken in Frankrijk zwaar te lijden hadden van de revolutionairen. Dientengevolge is de kathedraal van Albi een van de weinige grote kerken waarvan het interieur er nog even rijk en weelderig uitziet als rond het jaar 1600.

## Exterieur
De kerk staat op een rots die de rivier de Tarn domineert en is gebouwd in een zuidelijk gotische stijl. Enkele opmerkelijke architecturale elementen van de fort-achtige kerk zijn de 78 meter hoge klokkentoren en het contrasterende zuidportaal in een fijnmazige gotische stijl van Dominique de Florence (circa 1392), geflankeerd door een stevige kasteeltoren.

## Interieur
Het interieur staat in schril contrast met de afwerende buitenkant. Het centrale priesterkoor, voorbehouden voor religieuzen, wordt afgesloten door een flamboyant doksaal met een groep polychrome beelden. Onder het orgel bevindt zich links en rechts een fresco van het Laatste Oordeel, toegeschreven aan onbekende Vlaamse schilders (tot stand gekomen tussen 1474 en 1483).
De fresco's op het blauwe gewelfde plafond bestaan uit het grootste en oudste ensemble van de Italiaanse renaissanceschilderkunst in Frankrijk. Ook de muren zijn overal versierd met geometrische figuren, eveneens met blauw als dominerende kleur. Dit 'bleu du roi' is geen plantaardig vervaardigde verfstof, maar werd gemaakt van gemalen lapis lazuli en koperoxide. Daardoor heeft het de tand des tijds goed doorstaan.
Uit het begin van de 16e eeuw is een gepolychromeerde houten Ecce Homo bewaard, waarin de hand van de Meester van Biron is herkend.
Het grote orgel, een werk van de kunstenaar Christophe Moucherel, dateert uit de 18e eeuw.

## Indeling
- hoogte klokkentoren: 78 m
- lengte totaal: 113,5 m
- lengte binnenkant: 100 m
- breedte totaal: 35 m
- breedte binnenkant: 30 m
- hoogte van de muren: 40 m
- hoogte van de bogen: 30 m
- dikte van de muren aan de basis: 2,5 m

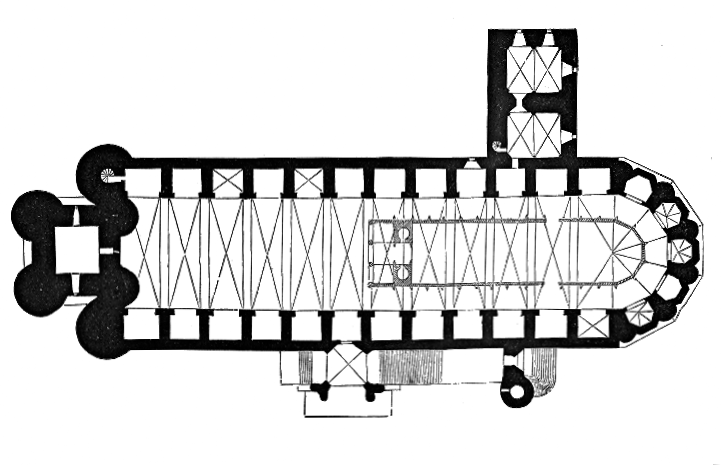
Plattegrond

## Galerij

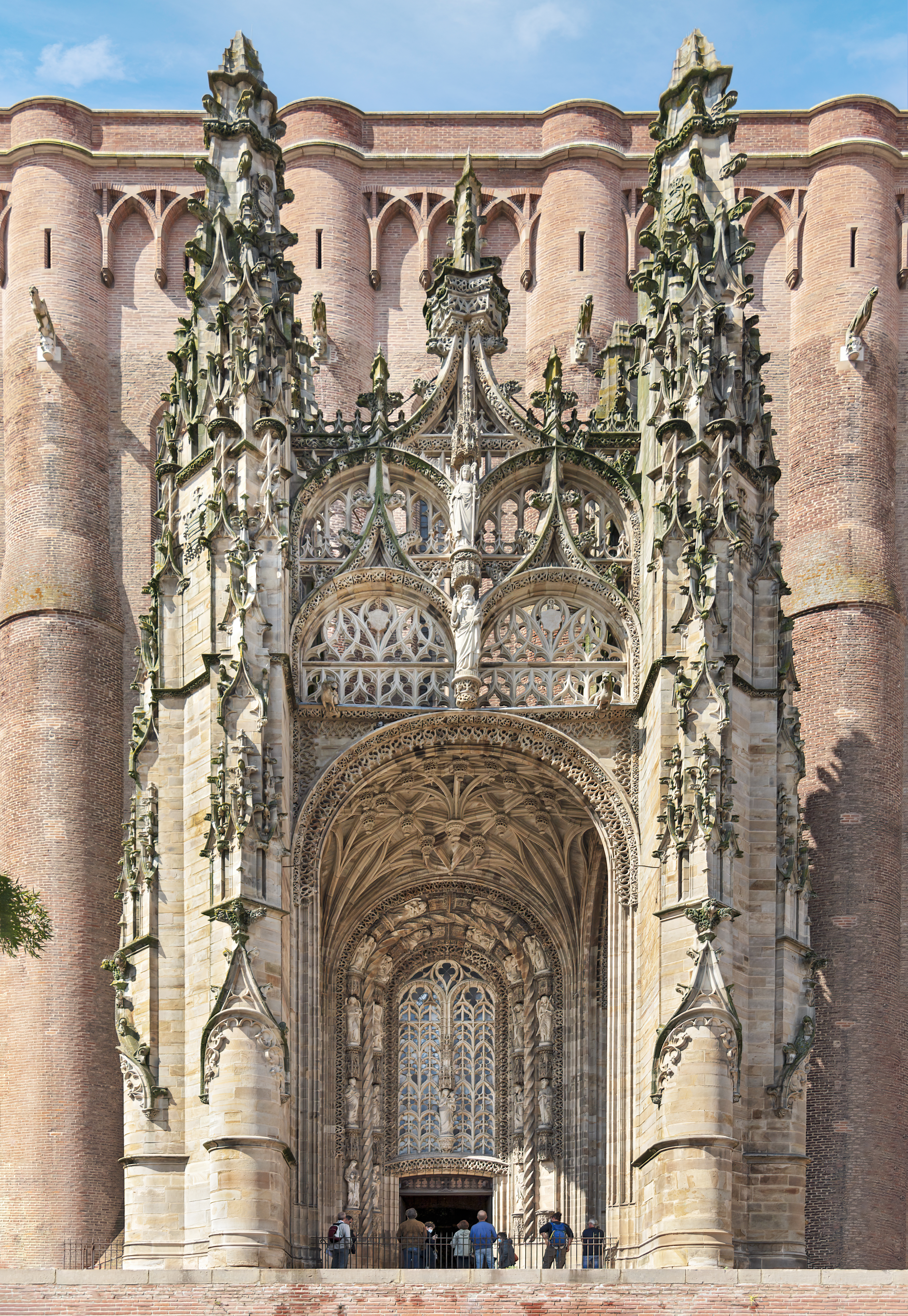
portaal kathedraal
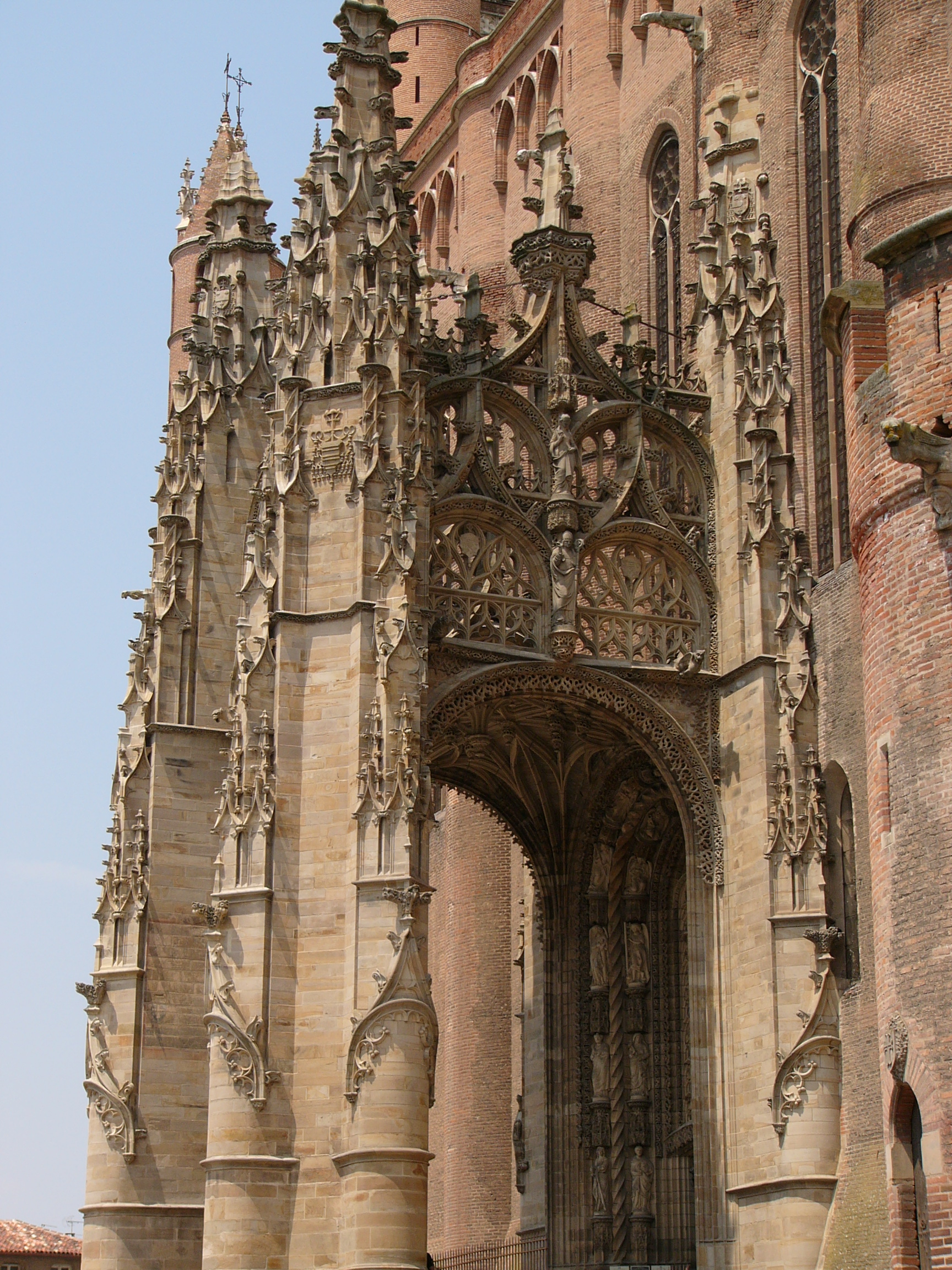
portaal kathedraal
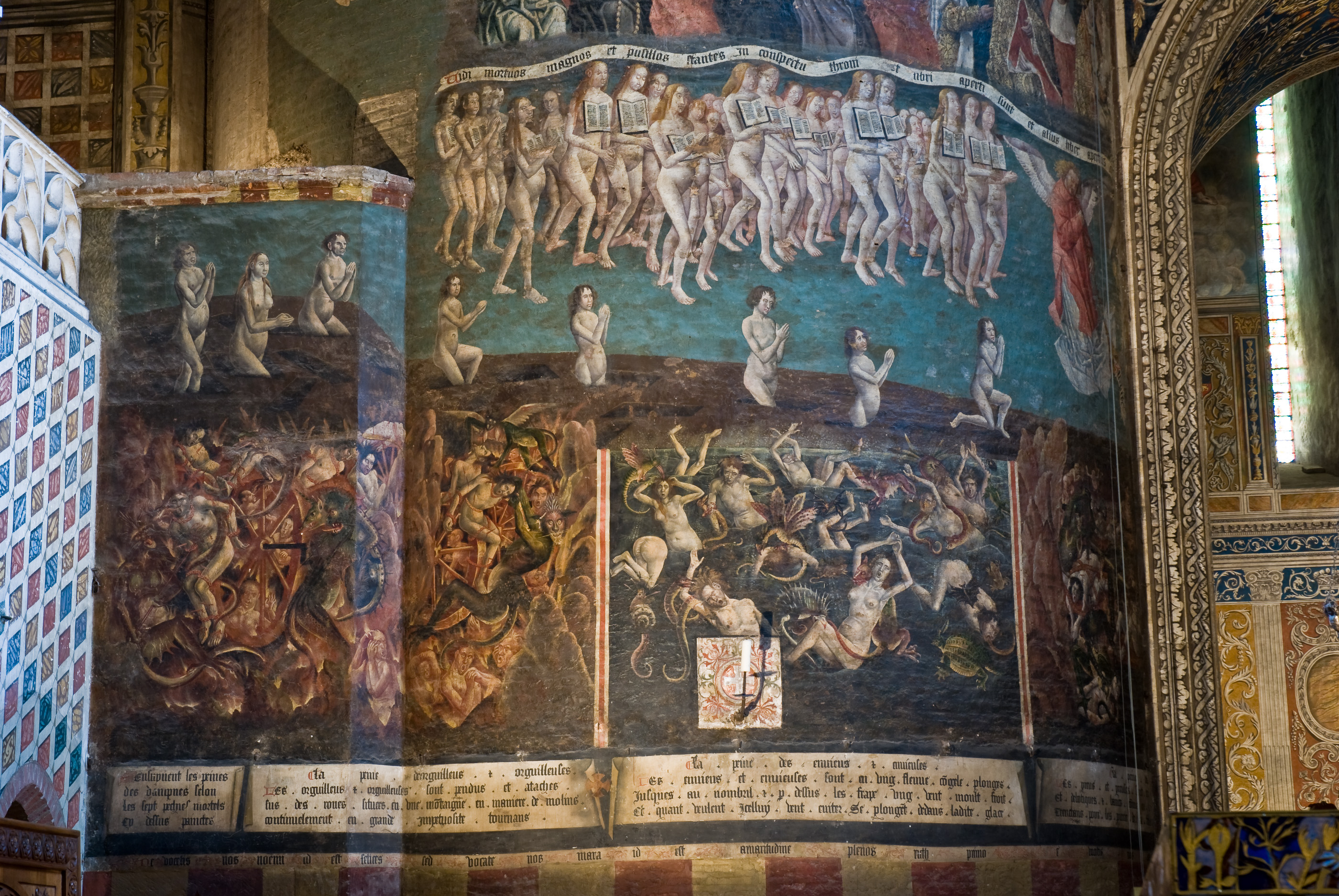
detail fresco
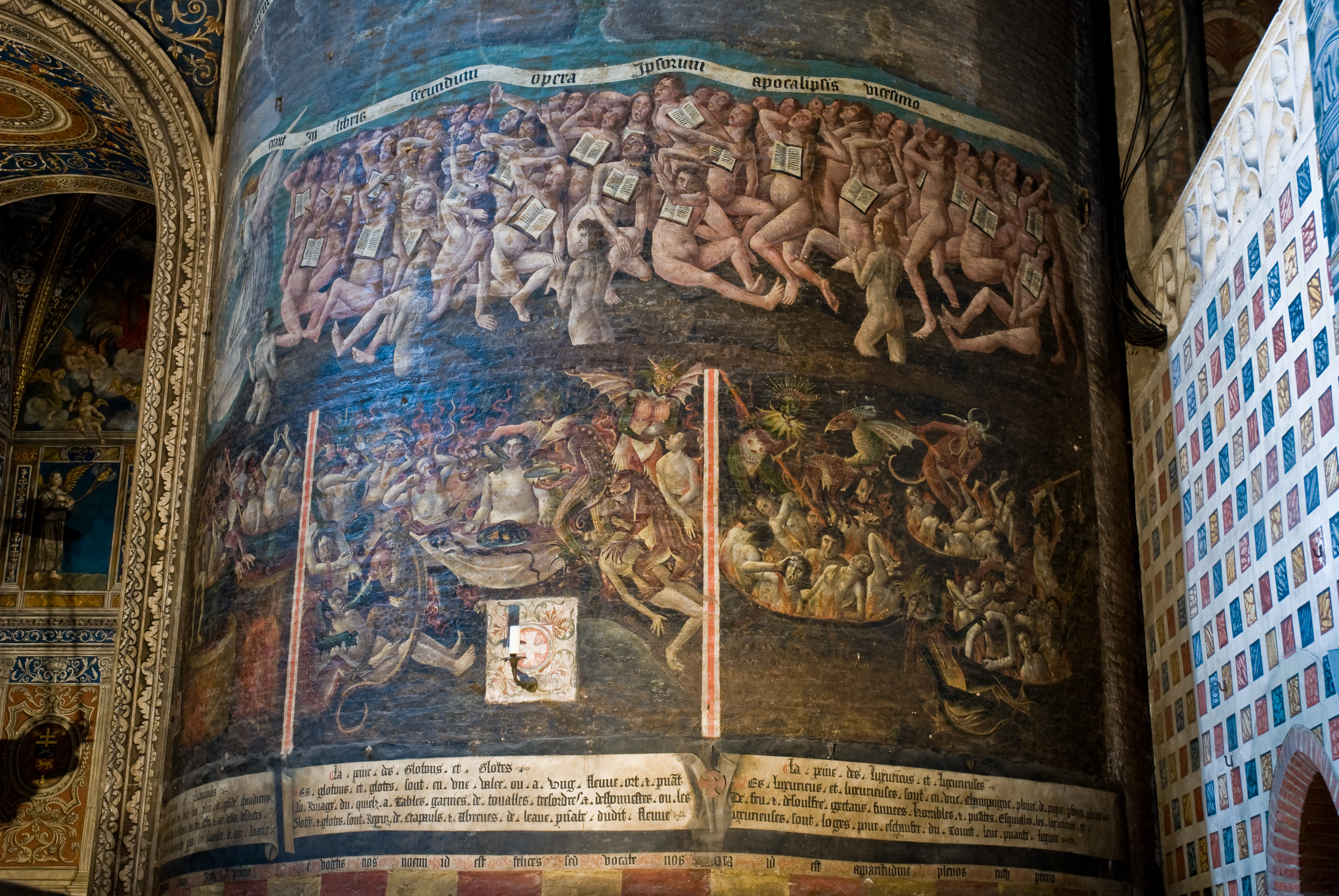
detail fresco
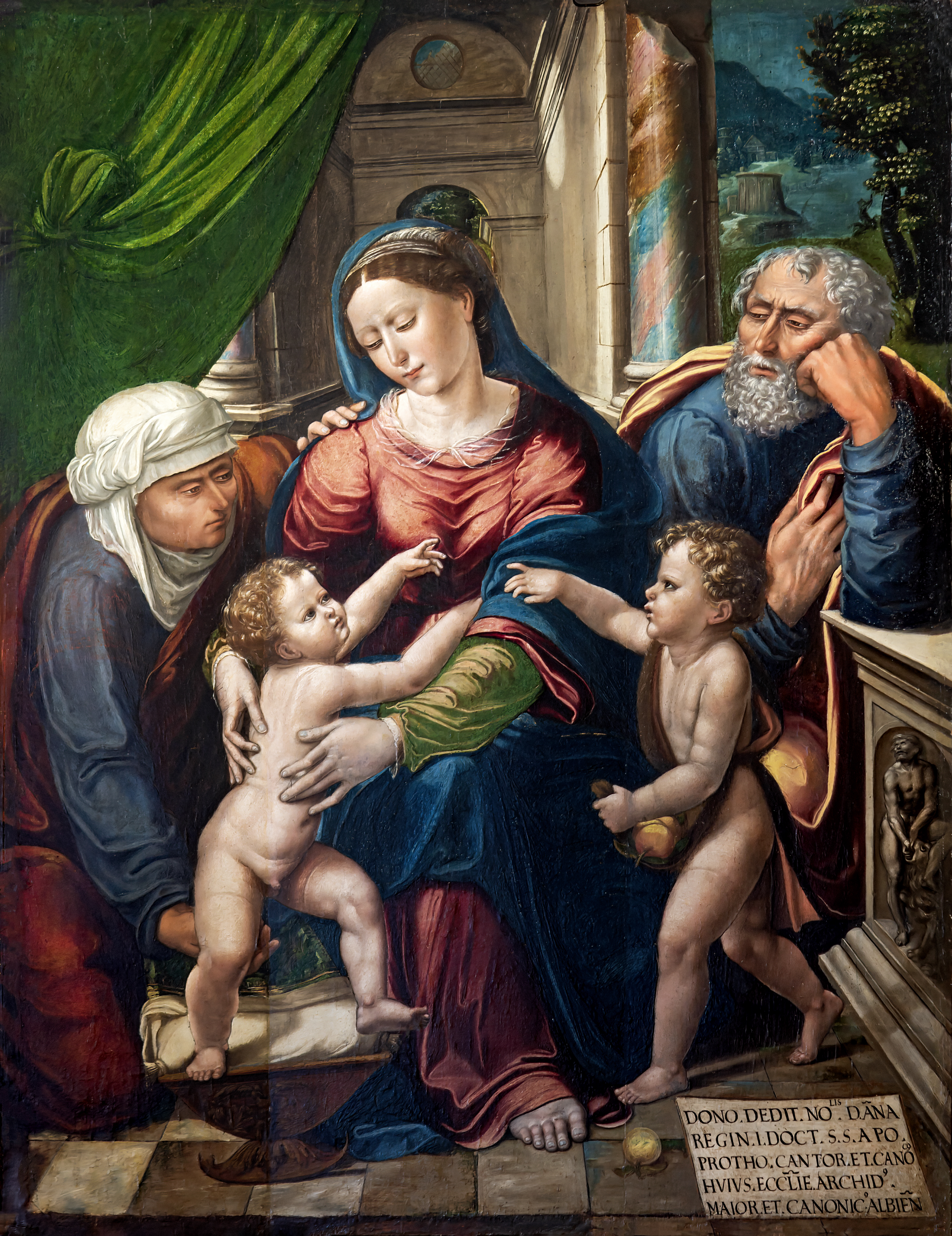
De Heilige Familie van Karsten van Limbos in de schatkamer
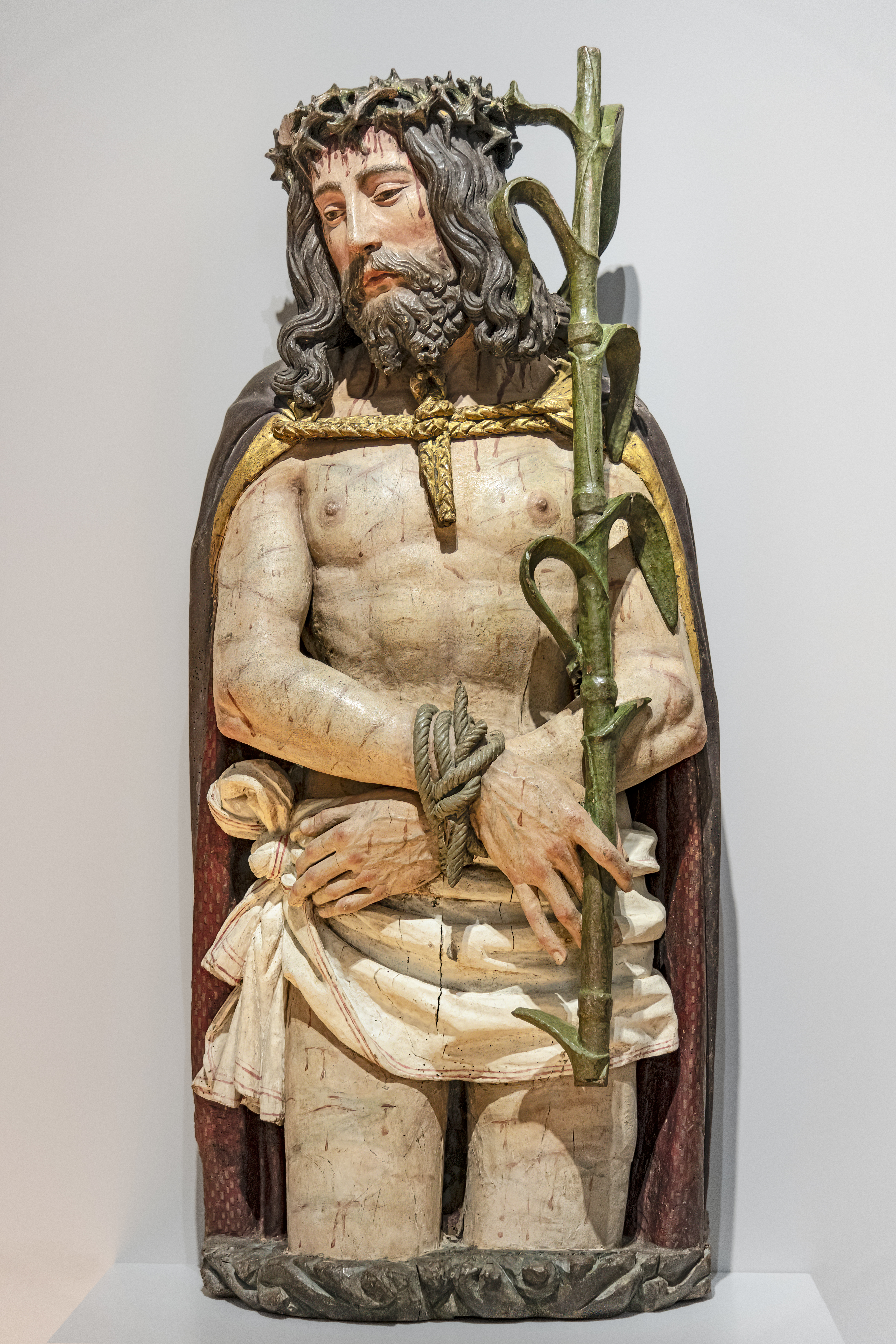
Ecce Homo (anoniem, ca. 1510-1520)
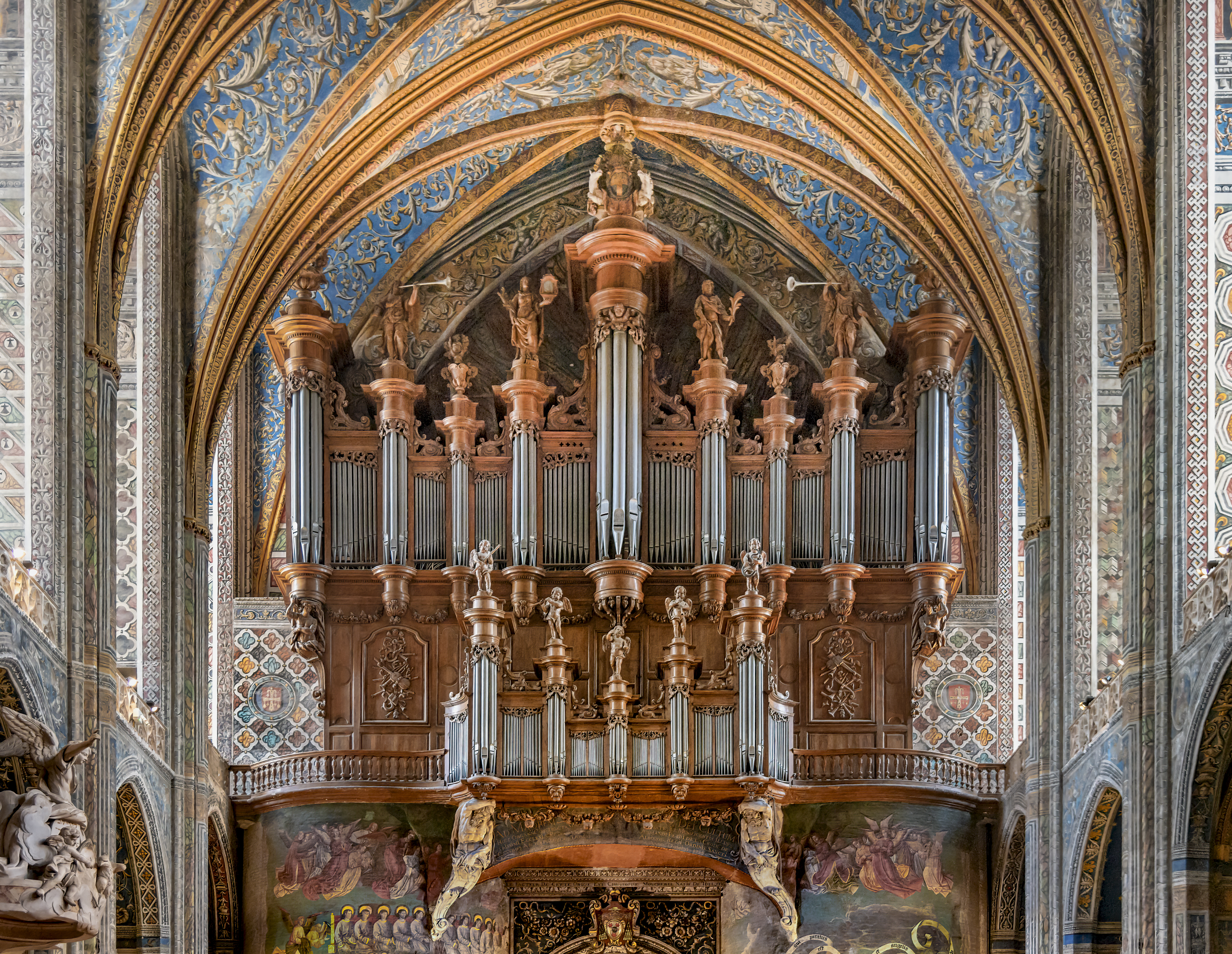
orgel
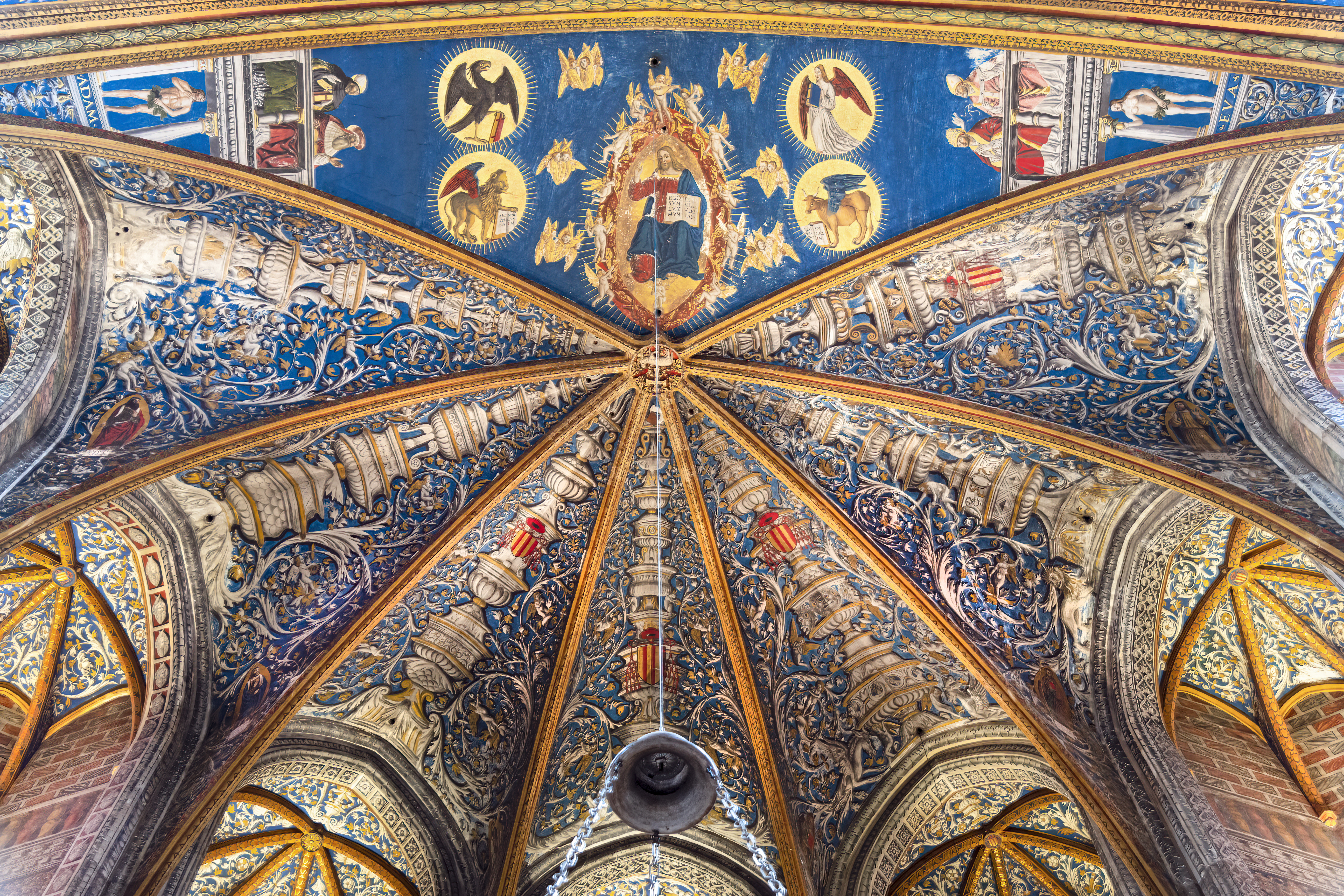
detail plafond
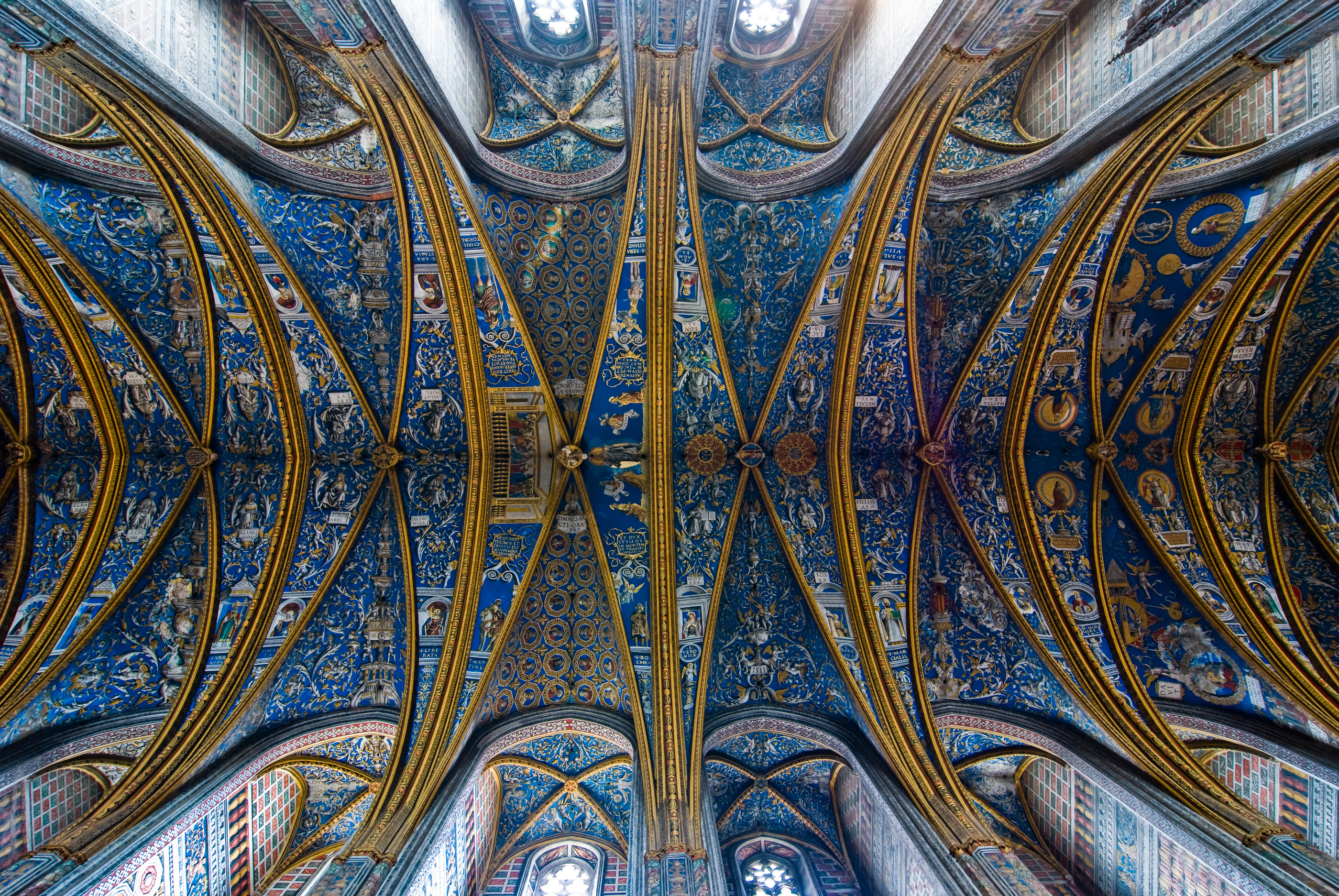
detail plafond
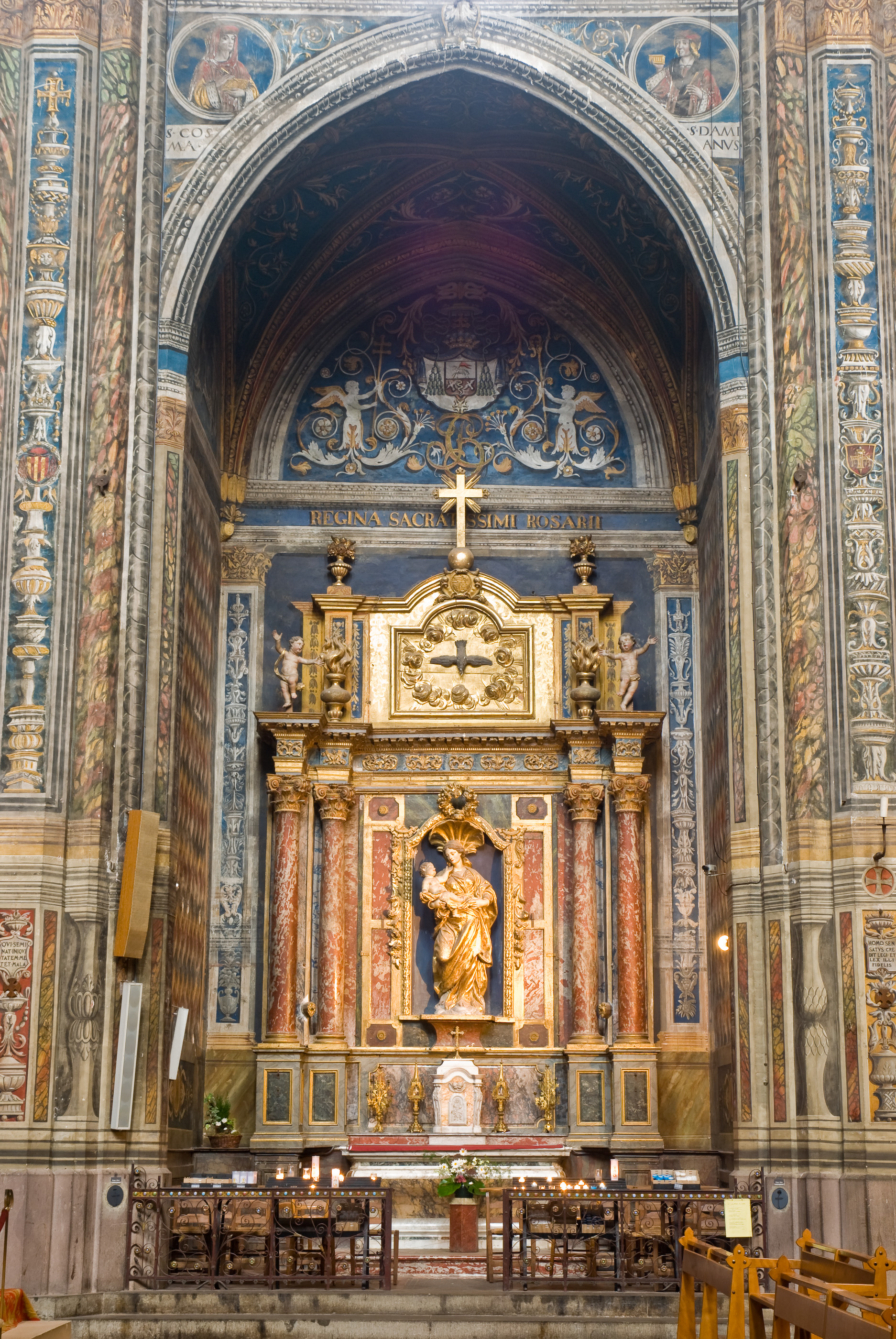
kapel

## Voetnoten
1. ↑  (fr)  Vincent Noyoux, Albi, Détours en France, mei 2023, pp. 44-51
2. ↑  Jean-Louis Biget, Sainte-Cécile d'Albi. Sculptures, 1997, p. 316-318

Aix · Albi · Amiens · Auch · Auxerre · Bayeux · Bayonne · Beauvais · Béziers · Bordeaux · Bourges · Carcassonne · Châlons · Chartres · Clermont-Ferrand · Dijon · Évreux · Laon · Le Mans · Limoges · Lisieux · Lyon · Meaux · Metz · Nantes · Narbonne · Nevers · Orléans · Parijs · Poitiers · Quimper · Reims · Rodez · Rouen · Sées · Sens · Soissons · Straatsburg · Toul · Toulouse · Tours · Troyes